# اوندکان
اوندکان (به انگلیسی: Undecane) یک ترکیب شیمیایی با شناسه پاب‌کم ۱۴۲۵۷ است. شکل ظاهری این ترکیب، مایع شفاف بی‌رنگ است.